# Ben Lopez
Ben Lopez – urodził się w Nowym Jorku, jest zawodowym negocjatorem, który nigdy nie stracił zakładnika. Jest autorem książki Negocjator, w której opisał arkana swojego zawodu. Z przyczyn bezpieczeństwa nie podaje swojego prawdziwego nazwiska, a Ben Lopez to tylko pseudonim.

## Życiorys
Kiedy miał 12 lat, jego rodzina przeniosła się z Nowego Jorku do Wenezueli, gdzie po raz pierwszy zetknął się z porwaniami dla okupu. Ukończył psychologię, a pierwszą pracę podjął w szpitalu psychiatrycznym. Od ponad 20 lat pracuje jako zawodowy negocjator, w tym czasie wykonał wiele misji w różnych zakątkach świata, od Ameryki Łacińskiej do Iraku i Afganistanu.
Mieszka w Londynie ze swoją partnerką.

## Pisarstwo
Lopez jest autorem książki Negocjator. Moje życie w świecie porwań dla okupu, w której opisuje swoje doświadczenia zawodowego negocjatora, ujawnia zawodowe triki oraz pokazuje cenę, jaką w życiu prywatnym musiał ponieść, pracując w tej profesji. Lopez „krok po kroku przeprowadza czytelnika przez poszczególne fazy negocjacji, które niejeden raz ciągną się dniami, tygodniami i miesiącami. Może się wydawać, że praca «komercyjnego» negocjatora, obok pewnej dozy adrenaliny i stymulującego stresu jest raczej komfortowa. Z dala od wydarzeń, kontaktując się z porywaczem telefonicznie, w zaciszu sali konferencyjnej lub centrum dowodzenia można precyzyjnie przeprowadzić psychologiczną rozgrywkę. Jednak takie wyobrażenie nie oddaje tego, jak jest w rzeczywistości. Czytając książkę […] można odczuć olbrzymia presję, ciężar psychiczny i odpowiedzialność za czyjeś życie i wolność”.

## Twórczość
The Negotiator. My life at the heart of the hostage trade (2011, polskie wydanie: Negocjator. Moje życie w świecie porwań dla okupu, tłum. Mariusz Gądek, Znak Literanova 2013).